# Chilocorus baileyi
Espèce
Chilocorus baileyi est une espèce d'insectes coléoptères de la famille des Coccinellidae, originaire d'Australie.
Cette petite coccinelle bleue, d'environ 3 mm de long, est une prédatrice des cochenilles, et à ce titre est utilisée comme agent de lutte biologique. Elle est commercialisée en Australie ainsi que dans la région OEPP où elle est utilisée depuis 1992, notamment en Belgique, en France et aux Pays-Bas, dans les cultures sous serre, contre les cochenilles diaspines.